# Rerik
Rerik é um município da Alemanha, situado no distrito de Rostock, no estado de Mecklemburgo-Pomerânia Ocidental. Tem 33,45 km² de área, e sua população em 2019 foi estimada em 2.160 habitantes.